# Alex Scott (football, 1984)
Pour les articles homonymes, voir Scott et Alex Scott.
Alex Scott (née le 14 octobre 1984) est une joueuse de football anglaise. Scott jouait habituellement au poste de latéral droit. Elle a fait la plupart de sa carrière à Arsenal où elle remporte la Ligue des champions, le championnat anglais ainsi que les différentes coupes anglaises.

## Carrière en club

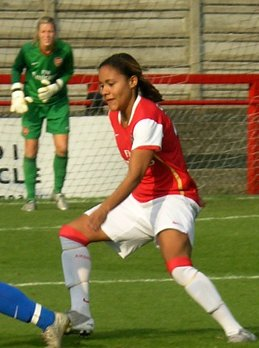
Alex Scott sous le maillot d'Arsenal en 2006

Alex Scott arrive à Arsenal à l'âge de 8 ans. Après avoir commencé sa carrière avec Arsenal, Scott part à Birmingham City durant la saison 2004-05 et finit quatrième du championnat. Cependant, à cause des difficultés financières de Birmingham, elle retourne à Arsenal pour la saison 2005-06, saison où l'équipe remporte le doublé championnat-coupe d'Angleterre. Lors de la saison 2006-07, Arsenal réalise un quadruplé inédit dans l'histoire du football féminin anglais, remportant le championnat, les 2 coupes nationales et surtout la coupe d'Europe, qu'aucune équipe anglaise n'a remportée depuis. Alex Scott joue un rôle majeur dans cette performance, inscrivant le but victorieux en finale face à Umeå. Elle termine la saison avec 40 matchs disputés pour 4 buts. En 2007-08, Arsenal réalise un nouveau doublé coupe-championnat, Scott dispute 35 rencontres pour 3 buts. En 2008-09, elle remporte un nouveau championnat avec Arsenal ainsi qu'une coupe de la ligue, clôturant sa saison avec 24 apparitions pour 2 buts.
Le 6 février 2009, Arsenal annonce son départ pour Boston Breakers, et suit ainsi sa coéquipière Kelly Smith pour disputer la nouvelle Women's Professional Soccer. Après 3 saisons, la Ligue est suspendue et Alex Scott rejoint de nouveau Arsenal en 2012, tout comme Kelly Smith. Scott est nommée capitaine d'Arsenal durant la saison 2014-15. Le 12 mai 2018, elle dispute face à Manchester City son 313ème et dernier match pour Arsenal, avant de prendre sa retraite.

## Sélection
Alex Scott fait ses débuts en sélection le 18 septembre 2004 face aux Pays-Bas. Elle termine vice-championne d'Europe en 2009 après une défaite face à l'Allemagne, et termine 3ème du mondial en 2015. Elle dispute au total 4 championnats d'Europe (2005, 2009, 2013, 2017) et 3 Coupes du monde (2007, 2011, 2015).
Elle est nommée dans l'équipe de Grande-Bretagne qui dispute les Jeux Olympiques en 2012 à domicile. La Grande-Bretagne finit 1ère du groupe E mais échoue en 1/4 de finale face au Canada.
Elle annonce sa retraite internationale le 2 septembre 2017, après 140 sélections et 12 buts internationaux. Elle est à ce jour la 4ème joueuse anglaise la plus capée.

## Palmarès
Arsenal Ladies
- Women's Premier League
  - Vainqueur: 2003-04, 2005-06, 2006-07, 2007-08, 2008-09
- Women's Super League
  - Vainqueur: 2012
- Ligue des champions
  - Vainqueur: 2007
- Coupe d'Angleterre
  - Vainqueur: 2004, 2006, 2007, 2008, 2013, 2014, 2016
- Coupe de la Ligue
  - Vainqueur: 2012, 2013, 2015
- Women's Premier League Cup
  - Vainqueur: 2007, 2009
- Community Shield
  - Vainqueur: 2006, 2008

## Engagements
Le 21 novembre 2022, lors de la coupe du monde au Qatar, Alex Scott commente le match Angleterre-Iran pour la BBC. Alors que le brassard arc-en-ciel, porté couramment par les capitaines des sélections en soutien aux LGBT, est interdit par la FIFA, elle le porte pendant qu'elle est au bord du terrain.